# Goederenrecht
Het goederenrecht is een onderdeel van het vermogensrecht, het stelsel van rechtsregels met betrekking tot dat wat als iemands vermogen geldt, de verkrijging, het verlies en de overdracht ervan. Andere onderdelen van het vermogensrecht zijn bijvoorbeeld het verbintenissenrecht, het erfrecht en het huwelijksvermogensrecht. In zowel Nederland als België was eerder de term zakenrecht gebruikelijk. De term goederenrecht dekt de inhoud van het rechtsgebied niet in zijn geheel gezien het feit dat het, anders dan de naam doet vermoeden, niet het recht met betrekking tot goederen betreft maar eerder het recht ten aanzien van goederen.
Het goederenrecht gaat over vermogensrechten die een bepaalde gradatie van juridische zeggenschap geven over een goed, het recht om onder uitsluiting van anderen over een goed te beschikken. Het recht van eigendom verschaft de rechthebbende de meest verstrekkende bevoegdheden. Beperktere zeggenschap over een goed geven het recht van vruchtgebruik, erfdienstbaarheid, opstal, erfpacht, van pand, van hypotheek en het appartementsrecht. Eigendomsrechten zijn beschermd als grondrecht door het Europese Verdrag voor de Rechten van de Mens (eerste protocol, art. 1 EVRM). Kenmerkend voor het goederenrecht is, dat alleen de in de wet genoemde rechten goederenrechtelijke werking hebben, het is een gesloten stelsel en dat de rechten tegenover iedereen gelden, ze hebben absolute werking.

## Het begrip 'goederen' in de wet
In artikel 1 van het derde boek van het burgerlijk wetboek wordt bepaald dat alle zaken en alle vermogensrechten onder het paraplubegrip goederen vallen. Dit betekent dus dat voor de hand liggende zaken als een fiets en een boek onder het begrip vallen. Wat misschien minder tot de verbeelding spreekt is dat ook vermogensrechten als een vordering op naam en beperkte rechten zoals vruchtgebruik en hypotheek onder het begrip 'goederen' vallen.

## Zaken
Zaken zijn in de wet gedefinieerd als voor menselijke beheersing vatbare stoffelijke objecten. Zaken kunnen opgedeeld worden in zowel onroerende als roerende zaken. Dit onderscheid is onder andere van belang bij de vraag, welke eigendomsbepalingen van toepassingen zijn. 
Onroerende zaken zijn: de grond, de nog niet gewonnen delfstoffen, de met de grond verenigde beplantingen, alsmede de gebouwen en werken die duurzaam met de grond zijn verenigd, hetzij rechtstreeks, het zij door vereniging met andere gebouwen of werken. Uit 
jurisprudentie blijkt dat bij de vraag of iets 'duurzaam aan de grond verbonden' is gekeken moet worden of het werk naar aard en inrichting bestemd is om duurzaam ter plaatse te blijven. De technische mogelijkheid tot verplaatsing is daarbij op zichzelf geen doorslaggevend criterium.
Roerende zaken zijn in de wet gedefinieerd als 'alle zaken die niet onroerend zijn'. Daarbij kan gedacht worden aan stoffelijke objecten als een fiets en een boek maar ook aan registergoederen als een zeeschip en een luchtvaartuig.

## Vermogensrechten
In de wet wordt een zeer ruime omschrijving van het begrip vermogensrechten aangetroffen. Men definieert het als volgt: Rechten die, hetzij afzonderlijk hetzij tezamen met een ander recht, overdraagbaar zijn, of er toe strekken de rechthebbende stoffelijk voordeel te verschaffen, ofwel verkregen zijn in ruil voor verstrekt of in het vooruitzicht gesteld stoffelijk voordeel, zijn vermogensrechten.
Voorbeelden van dergelijke vermogensrechten zijn onder meer: rechten op zaken zoals erfpacht, rechten op dergelijke rechten zoals een pandrecht, aandelen in rechtspersonen en rechten hierop, productierechten, concessies bij mijnen en rechten op ideeën zoals octrooirechten. 
Vermogensrechten kunnen worden opgedeeld in absolute rechten en beperkte rechten. Bij absolute rechten spreekt men bijvoorbeeld over vorderingsrechten zoals een vordering op naam of erfpacht. Beperkte rechten zijn rechten die die afgeleid zijn van een dergelijk absoluut recht of een ander meer omvattend recht. Voorbeelden hiervan zijn gebruiks- en genotsrechten zoals vruchtgebruik en erfdienstbaarheid maar ook zekerheidsrechten zoals een pandrecht en een recht van hypotheek.

## Gesloten stelsel en absolute werking
Het goederenrecht in Nederland is een zogenaamd gesloten stelsel, ook wel numerus clausus genoemd. Dit betekent dat de zakelijke vermogensrechten gelimiteerd zijn tot de rechten die de wet met name noemt. Alleen de rechten die uit de wet voortvloeien, kunnen van toepassing zijn met betrekking tot een zaak. Een belangrijke eigenschap van goederenrechtelijke vermogensrechten is dat zij tegenover iedereen gehandhaafd kunnen worden en niet slechts tegenover een wederpartij. Dit wordt absolute werking genoemd.

## Onderscheid met verbintenissenrecht
Men spreekt van het gesloten systeem van het goederenrecht of het zakenrecht. Daarmee wordt bedoeld dat het aantal zakelijke vermogensrechten wettelijk is gelimiteerd. Dit in tegenstelling tot het overeenkomstenrecht, waar sprake is van een open systeem, wat betekent dat het aantal verschillende soorten overeenkomsten in beginsel onbeperkt is.
Een belangrijke eigenschap van goederenrechtelijke vermogensrechten is, dat zij tegenover iedereen gehandhaafd kunnen worden; zij hebben zogezegd absolute werking. Dit maakt absolute rechten in de regel tot sterkere rechten dan verbintenisrechtelijke vermogensrechten, die in beginsel slechts tegenover de wederpartij geldend gemaakt kunnen worden.
Ten slotte is het tijdstip van vestiging van absolute rechten van belang voor de rangorde van meerdere absolute rechten op hetzelfde goed. Het oudste recht heeft voorrang. Een eerder gevestigde erfdienstbaarheid op een perceel grond gaat daarom voor een later gevestigd recht van erfpacht

## Goederenrecht in België
Een welbepaald recht op een welbepaalde zaak heet in België een zakelijk recht. In het Belgisch Burgerlijk Wetboek, boek II waren de bepalingen in kwestie terug te vinden. Dit alles werd gewijzigd door de wet van 4 februari 2020, die op 1 september 2021 in werking trad, maar in de vastgoedsector in principe enkel voor contracten gesloten na die datum.
Vanaf 1 september 2021 geldt er het beginsel "feitelijk gedogen", met als concrete voorbeelden:
- het wandelen over een onbebouwd en onbewerkt terrein, als er geen verbodsaanduiding geplaatst werd (art. 3.67 §3); volgens de Boerenbond valt door de omschrijving “onbewerkt” vrijwel alle landbouwgrond buiten toepassing van deze regel;[18]
- de plicht een onopzettelijk op uw terrein terechtgekomen voorwerp of dier terug te geven (art. 3.67 §1);
- tijdelijke toegang tot het perceel van de buur om bepaalde werkzaamheden uit te voeren aan de eigen eigendom.

Andere vernieuwingen betreffen onder meer:
- kostenverdeling (herstellingen en lasten), tussen vruchtgebruiker en blote eigenaar (art. 3.153 e.v.)
- regels rond burenhinder (art. 3.101 e.v.)
- de erkenning van het gevoelsvermogen van dieren (art. 3.39)
- de mogelijkheid bouwvolumes te “stapelen” zonder mede-eigendom (art. 3.63)
- erkenning van het “belang van toekomstige generaties” bij het gebruik van zogenoemde “gemene voorwerpen” zoals lucht, licht en grondwater (art. 3.43).

Op de nieuwe regeling kwam heel wat kritiek, en zelfs openlijk verzet van sommige burgemeesters.

## Goederenrecht in Nederland
Goederenrecht in Nederland valt samen met het verbintenissenrecht en erfrecht binnen het vermogenrecht, het deel waarin de juridische zeggenschap over goederen centraal staat. Dat houdt in alle bestanddelen van iemands vermogen, zowel zaken (materiële objecten, roerend of onroerend) als vermogensrechten die in geld zijn uit te drukken. Het bekendste recht is het eigendomsrecht, daarnaast bestaan er verschillende andere rechten die voortvloeien uit het goederenrecht, bijvoorbeeld beperkte rechten, zekerheidsrechten en erfdienstbaarheden. Het goederenrecht is voor een groot deel van dwingend recht wat betekent dat er door partijen bij overeenkomst niet van kan worden afgeweken. Het goederenrecht gaat over absolute rechten, dat wil zeggen rechten die voor iedereen gelden, en niet zoals bij het verbintenissnerecht, alleen gelden tussen de partijen die de overeenkomst sloten (relatieve rechten). Het wordt gezien als een van de moeilijkste disciplines binnen het Nederlands recht, tegelijkertijd heeft iedereen er in het dagelijkse leven regelmatig mee te maken.
Een van fundamenten van het Nederlandse goederenrecht is de regel dat partijen in het rechtsverkeer niet zelf nieuwe typen goederenrechtelijke rechten kunnen creëren. Zij kunnen alleen de in de wet geregelde typen vestigen. Dit noemt men het gesloten stelsel of de numerus clausus van het goederenrecht. Dit beperkt de partijautonomie in goederenrechtelijke verhoudingen. Het recht biedt wel enige ruimte voor invulling en afwijking van de wettelijke typen.
Voor het goederenrecht zijn met name Boek 3 en Boek 5 van het Burgerlijk Wetboek (BW) zijn van belang. Uitgangspunt van het vermogensrecht is een rangschikking van de stof van algemeen naar bijzonder, dat wordt gelaagde structuur genoemd. Boek 3 BW betreft het algemeen vermogensrecht en gaat voornamelijk over het overdragen van goederen zodat iemand anders eigenaar wordt, en over het bezwaren van goederen met beperkte rechten. Tevens wordt er een omschrijving gegeven van hoe rechtshandelingen tot stand komen. In artikel 3:1 BW is bepaald wat goederen zijn: "Goederen zijn alle zaken en alle vermogensrechten." Wat 'zaken' zijn, bepaalt art. 3:2 BW van: "Zaken zijn de voor menselijke beheersing vatbare stoffelijke objecten." Boek 5 BW behandelt de zakelijke rechten: eigendom, pand, hypotheek, erfdienstbaarheid, opstal, erfpacht, vruchtgebruik en het appartementsrecht.
In het Kadaster wordt officieel bijgehouden welke zakelijke rechten op onroerende zaken en registergoederen rusten.